# De si gentils petits... monstres !
Pour plus de détails, voir Fiche technique et Distribution.
De si gentils petits... monstres ! (The Children) est un film d'horreur américain coproduit et réalisé par Max Kalmanowicz, sorti en 1980.

## Synopsis
Alors qu'il se rendait dans la ville de Ravensback, un car de transport scolaire traverse un étrange nuage jaune et toxique provenant d'une centrale nucléaire voisine. Pendant qu'il fait sa ronde, le shérif Billy Hart tombe sur le bus entièrement vide, le chauffeur et les cinq enfants ont disparu. Il part aussitôt alerter leurs parents mais son adjoint retrouve trois d'entre eux sur une route, en pleine nuit. Alors qu'il se dirige vers eux, il remarque leur regard étrange et leurs ongles noirs. Soudainement, il est brûlé vif.
Accompagné par l'un des parents, Hart découvre son adjoint mort et se rend aussitôt chez les proches des disparus mais il retrouve leurs corps calcinés. Contaminés par le nuage radioactif, les cinq enfants sont devenus des tueurs qui ont le pouvoir de carboniser les gens par la simple apposition des mains. Pour survivre, les survivants vont devoir commettre l'irréparable pour combattre les jeunes monstres : leur couper celles-ci.

## Fiche technique
Sauf indication contraire, les informations mentionnées dans cette section peuvent être confirmées par la base de données cinématographiques IMDb,  présente dans la section « Liens externes ».
- Titre original : The Children
- Titre français : De si gentils petits... monstres !
- Réalisation : Max Kalmanowicz
- Scénario :  Carlton J. Albright et Edward Terry
- Musique : Harry Manfredini
- Photographie : Barry Adams
- Montage : Nikki Wessling
- Production : 	Max Kalmanowicz et Carlton J. Albright
- Société de production : Albright Films
- Sociétés de distribution : World-Northal (original) et Troma Entertainment (courant)
- Pays d'origine :  États-Unis
- Langue originale : anglais
- Format : couleur
- Genre : horreur, science-fiction
- Durée : 93 minutes
- Dates de sortie :
  - États-Unis : 13 juin 1980
  - France : 24 août 1983

## Distribution
- Martin Shakar : John Freemont
- Gil Rogers : le shérif Billy Hart
- Gale Garnett : Cathy Freemont
- Shannon Bolin : Molly
- Tracy Griswold : l'adjoint Harry Timmons
- Joy Glaccum : Suzie MacKenzie
- Jeptha Evans : Paul MacKenzie
- Clara Evans : Jenny Freemont
- Sarah Albright : Ellen Chandler
- Nathanael Albright : Tommy Button
- Julie Carrier : Janet Shore
- Michelle Le Mothe : Dr Joyce Gould
- Edward Terry : Hank
- Peter Maloney : Frank
- Jessie Abrams : Clarkie Freemont
- Rita Montone : Dee Dee Shore
- John P. Codiglia : Jackson Lane
- Martin Brennan : Sanford Butler-Jones
- J.D. Clarke : Jim
- James Klawin :Slim
- Arthur Chase : Cyrus MacKenzie
- Suzanne Barnes : Leslie Button
- Diane Deckard : Rita Chandler
- David Platt : un chauffeur
- Ray Delmolino : le chauffeur de bus
- Michael Carrier : Bob Chandler

## Production
Le tournage a lieu au Massachusetts, précisément à Great Barrington, à Egremont et Sheffield, ainsi qu'à Canaan au Connecticut.

## Accueil
En 1980, distribué par  World Northal, la sortie du film est limitée aux États-Unis. Dans les années 1980, il est à l'origine sorti en cassette VHS, distribué par Vestron Video. Le 11 avril 1991, il est à nouveau distribué en cassette par Rhino Home Video.Le 8 novembre 2005, à l'occasion du 25e anniversaire du film, il est sorti pour la première fois en DVD, distribué par Troma Entertainment.